# Mairoon Ali
Mairoon Ali (1954 - 20 tháng 12 năm 2009) là một nữ diễn viên và diễn viên hài đến từ Trinidadia. Bà thường xuyên xuất hiện trong các nhà hát địa phương trong gần hai mươi năm. Bà cũng là một giáo viên Lịch sử, người đã nghỉ hưu từ Tu viện Tên Thánh sau 34 năm giảng dạy.
Đầu những năm 1990, bà trở thành một nhân vật nổi tiếng với một số đài phát thanh địa phương. Trong những năm gần đây, Ali thậm chí còn hoạt động nhiều hơn với nhà hát và là người đồng sáng lập HaHaHa Productions với các nữ diễn viên địa phương khác như Nikki Crosby và Penelope Spencer. Ngoài ra, bà cũng là người dẫn chương trình của đài truyền hình địa phương Gayelle TV buổi sáng.

## Cuộc đời và sự nghiệp
Ali được sinh ra với tên khai sinh là Christina Bradshaw với cha mẹ là Editha và Lonsdale Bradshaw và lớn lên ở Belmont với bố mẹ và bảy anh chị em của bà. Bà học trường tiểu học Chính phủ Tranquility và sau đó là trường nữ sinh St. Francois. Bà tiếp tục giảng dạy tại Holy Name Convent trước khi tham gia vào nhà hát. Khi kết hôn năm 18 tuổi, bà đổi tên từ Christina Bradshaw thành Mairoon Ali và có đứa con đầu lòng Aka Ali. Hôn nhân thứ hai của bà là với một nghệ sĩ nhiệt ca Eddie Yearwood. Với Yearwood, bà đã có đứa con thứ hai, nghệ sĩ soca Olatunji Yearwood.
Ali phát triển sự nghiệp với vai trò là một nữ diễn viên, cả trên truyền hình và trong các vở kịch địa phương, biểu diễn với các diễn viên / nhà sản xuất hàng đầu như Raymond Choo Kong và Richard Ragoobarsingh. Năm 2002, bà đã giành được giải thưởng Cacique của Hiệp hội Kịch nói Quốc gia cho nữ diễn viên xuất sắc nhất và xuất hiện trong các sản phẩm nổi tiếng như We Like It So! và gần đây nhất là The Whorehouse Little Best in Guapo (đồng sản xuất bởi HaHaHa Productions) và The Vagina Dialogues (mà bà cũng đồng sáng tác). Bà cũng xuất hiện trên công viên opera Westwood địa phương. Bà và Crosby đã tạo ra các nhân vật mang tính biểu tượng như Mavis và Mabel, người đã xuất hiện tại nhiều chương trình địa phương bao gồm Lễ hội WeBeat và Tổ chức Âm nhạc Bản quyền của Trinidad và Tobago (COTT).

## Tử vong
Đêm trước khi chết, Ali ra ngoài với bạn bè, trở về nhà vào khoảng 1h15 sáng ngày 20 tháng 12 năm 2009. Bà dự kiến sẽ đến Grenada sau ngày hôm đó để ăn mừng Giáng sinh. Thi thể của bà được con trai phát hiện vào khoảng 10:30 sáng. Lúc đầu, người ta tin rằng bà bị trượt chân và đập vào đầu, nhưng sau đó khám nghiệm tử thi xác định bà đã chết vì xuất huyết não.